# Punta dels Pins Carrassers
La Punta dels Pins Carrassers és una muntanya de 1.062 metres que es troba entre els municipis de la Morera de Montsant i Ulldemolins, a la comarca de la Priorat.
Aquest cim està inclòs a la llista dels 100 cims de la FEEC.